# Fernmeldeturm Wuppertal-Westfalenweg

Der Fernmeldeturm Wuppertal-Westfalenweg ist ein 1978 errichteter Fernmeldeturm aus Stahlbeton. Seine Höhe beträgt 128 Meter. Er gehört der Telekom-Tochtergesellschaft Deutsche Funkturm. Er dient dem Richtfunk, dem Mobilfunk (D1 und E-Plus) und dem Hörfunk. Er verbreitet das Programm von Radio Wuppertal auf der UKW-Frequenz 107,4 MHz mit einer effektiven Strahlungsleistung von 1.000 Watt.

## Sonstiges
Der Fernmeldeturm ist ein Typenturm des Typs FMT 12. Seine Kanzel ist auffällig grün angestrichen.